# Pheidole nana
Pheidole nana är en myrart som beskrevs av Carlo Emery 1894. Pheidole nana ingår i släktet Pheidole och familjen myror.

## Underarter
Arten delas in i följande underarter:
- P. n. atticola
- P. n. nana
- P. n. subreticulata